# 非洲国家和地区对俄罗斯入侵乌克兰的反应
以下为2022年俄罗斯入侵乌克兰非洲国家和地区的表态立场。

## 各国反应

### 阿尔及利亚
阿爾及利亞外交部表示，正在「關注烏克蘭局勢的發展」，呼籲在烏克蘭的阿爾及利亞人遵守阿爾及利亞大使館的指示。

### 安哥拉
安哥拉政府敦促衝突各方停火，並警告說，衝突除了造成人員和物質損失外，還造成了「兩國之間具有國際規模的緊張氣氛」。安哥拉外交部稱，「各方必須努力和平解決衝突」。

### 
波札那是譴責俄羅斯入侵烏克蘭的聯合國信函的87個簽署國之一。
維德角總理烏利塞斯·科雷亞·席爾瓦在臉書上發文譴責入侵烏克蘭，呼籲通過外交管道和對話尋求解決方案。

### 埃及
埃及總理穆斯塔法·馬布里表示，埃及政府正在觀察這場危機，希望局勢儘快得到解決。

### 
厄利垂亞於聯合國大會分別在戰爭爆發後和戰爭爆發一周年前夕兩次譴責俄羅斯的決議投反對票。

### 衣索比亞
衣索比亞駐柏林大使館敦促在烏克蘭的衣索比亞人越過邊境進入波蘭。

### 加彭
加彭參加美國領導的聯合聲明，此前就聯合國安理會關於俄羅斯侵略烏克蘭的決議進行了投票。

### 
甘比亞在聯合國安理會譴責俄羅斯的決議中，共同發起了聲明。
迦納外交部部長博奇韦譴責俄羅斯的入侵行為。
肯亞強調其支持烏克蘭主權，呼籲保持冷靜並保護平民，為歐洲設想一個可行的安全架構，並對俄羅斯衝突升級對全球的影響表示擔憂。
肯亞駐聯合國大使馬丁·基馬尼強烈譴責俄羅斯，認為普京拒絕外交而支持軍事力量，會使多邊主義的國際準則「瀕臨死亡」，警告俄羅斯尊重烏克蘭主權，並利用非洲的殖民歷史來強調「死亡帝國的餘燼」的危險性。

### 賴索托
賴索托參加美國領導的聯合聲明，此前就聯合國安理會關於俄羅斯侵略烏克蘭的決議進行了投票。

### 利比里亚
賴比瑞亞政府譴責俄羅斯的入侵行動，並表示支持聯合國2014年的決議，呼籲俄羅斯給予和平對話機會，保護烏克蘭主權，不要讓無辜的烏克蘭人和其他外國居民喪命。。

### 利比亞
利比亞外交部部長纳吉拉·曼古什譴責俄羅斯對烏克蘭的軍事干預，表示該行為違反了國際法，呼籲莫斯科當局「冷靜且撤退」。

### 
馬利在聯合國大會於爆發一周年前夕要求俄羅斯撤出烏克蘭的決議投反對票。

### 摩洛哥
摩洛哥重申支援所有聯合國國家的領土完整。

### 毛里塔尼亚
毛里塔尼亚外交与合作部长伊斯梅尔·乌尔德·谢赫·艾哈迈德证实，俄罗斯入侵乌克兰后，在毛里塔尼亚驻德国大使馆的协助下，22名在乌克兰留学的毛里塔尼亚留学生已经抵达匈牙利，并正在与摩洛哥、土耳其等国的航空公司协商为留学生订购返国机票。

### 模里西斯
模里西斯政府呼籲和平解決衝突，並呼籲恢復衝突各方之間的和平對話。

### 马拉维
馬拉威總統拉扎勒斯·查克維拉敦促俄羅斯撤軍。

### 纳米比亚
納米比亞呼籲聯合國和平解決這一局勢。如有必要，納米比亞政府希望能撤離烏克蘭的100名納米比亞人。

### 尼日尔
尼日是譴責俄羅斯入侵烏克蘭的聯合國信函的87個簽署國之一。

### 奈及利亞
奈及利亞外交部發表聲明承認俄羅斯入侵烏克蘭，並稱這種情況是「令人驚訝的」，宣佈將協助奈及利亞公民從烏克蘭撤離，且為了避免譴責俄羅斯的行動，強調俄羅斯對烏克蘭的襲擊「僅限於軍事設施」。外交部長傑弗里·奧尼亞馬在被問及奈及利亞對俄羅斯入侵烏克蘭的官方立場時快速的離開，並提前結束了對TVC新聞記者的採訪。

### 聖多美和普林西比
聖普總統卡洛斯·維拉·諾瓦表示，該國「不贊成在烏克蘭開戰」，並希望雙方仍然可以「解決爭端」。

### 苏丹
蘇丹政府與波蘭和羅馬尼亞當局合作撤離在烏克蘭的蘇丹公民。

### 南蘇丹
南蘇丹外交部要求歐洲國家的外交官計算在烏克蘭的南蘇丹公民人數，並稱他們「非常關注烏克蘭局勢」。

### 突尼西亞
突尼西亞政府呼籲其在烏克蘭的突尼西亞國民未經事先協調不得離開烏克蘭。

### 南非
南非國際關係與合作部部長娜莱迪·潘多尔發表聲明，認為所有問題都必須在聯合國安理會主持的包容性會談中得到解決，呼籲加強外交，未譴責俄羅斯或烏克蘭任何一方。。

### 尚比亞
在回答一名議員的問題時，尚比亞副總統塔萊·納盧曼戈表示，贊比亞不能就衝突做出單方面表態，稱他們「不會作為任一單獨國家的支持者，而會通過支持國際社會正在開展的外交和平努力，維持其在此問題上的立場」。贊比亞還制定了撤離烏克蘭所有已知贊比亞人的計劃。

### 辛巴威
辛巴威政府開始從烏克蘭陸續撤離256名國民，並建議其他國民離開烏克蘭。